# Febre do vale Rift

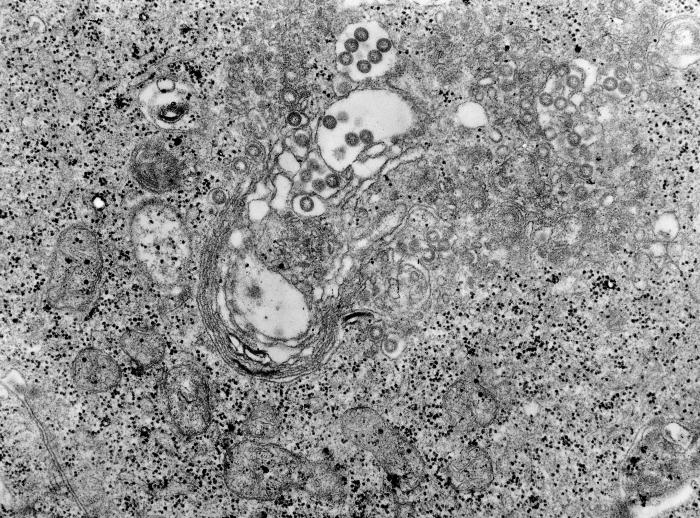

A febre do vale Rift é uma doença viral com manifestação de sintomas suaves a severos. Os sintomas suaves podem incluir: febre, dor muscular, e dor de cabeça que às vezes dura por uma semana. Os sintomas severos podem incluir: perda de visão começando três semanas após o início da infecção, infecções no cérebro que podem causar fortes dores de cabeça e confusão, e sangramento junto com danos ao fígado que podem ocorrer dentro dos primeiros dias. Aqueles que apresentam sangramento tem a chances de vir a falecer maiores que 50%.
A doença é causada pelo vírus RVF, que é do tipo Phlebovirus. A contaminação ocorre tanto pelo contato com o sangue do animal infectado quanto por respirar o ar perto do animal sendo cortado, beber o leite cru de um animal infectado, ou a picada de um mosquito infectado. Animais tais como vacas, ovelhas, cabras, e camelos podem ser afetados. Nestes animais a contaminação na maior parte é por mosquitos. Não parece que uma pessoa infectada possa infectar outra. O diagnóstico é feito pela identificação de anticorpos contra o vírus ou do próprio vírus no sangue.
A prevenção da doença em seres humanos é alcançada pela vacinação dos animais contra a doença. Isto deve ser feito antes de um surto ocorrer porque se for feito durante o surto pode piorar a situação. Interromper a movimentação de animais durante um surto também pode ser útil, pois diminui o número de mosquitos e evita suas picadas. Existe vacina para seres humanos; entretanto, até 2010 não estava amplamente disponível. Não existe um tratamento específico e os esforços médicos são de suporte.
Epidemias da doença ocorreram somente na África e península Arábica, normalmente durante o período de aumento das chuvas que aumenta o número de mosquitos. A doença foi registrada pela primeira vez no gado do Vale do Grande Rift no Quênia no início do século XIX, e foi isolado pela primeira vez em .